# Aldoar
Aldoar est une freguesia de Porto.